# Susanne Kunz
Susanne Kunz (* 11. August 1978) ist eine Schweizer Fernsehmoderatorin, Schauspielerin und Kabarettistin.

## Leben und Wirken
Susanne Kunz wuchs in Meinisberg im bernischen Seeland auf. 1997 brach sie ihre Ausbildung am Deutschen Gymnasium Biel ab.
Von 1997 bis 2000 war sie Moderatorin und Redaktorin der Jugendsendung OOPS! des Schweizer Fernsehens. 1999 folgte die Sendung Task Force. Von 2000 an moderierte sie Eiger, Mönch & Kunz, eine Quizsendung mit Fragen rund um die Schweiz, die jeweils am Montag zur Hauptsendezeit ausgestrahlt wurde. 2001 wurde sie mit einem Prix Walo in der Sparte «Newcomer» ausgezeichnet. 2005 machte sie eine Fernseh-Pause und gab «ihre» Quiz-Show an Anna Maier weiter; die Show hiess nun Eiger, Mönch und Maier. Sie absolvierte Schauspielausbildungen in Berlin und Paris. Im Kinofilm Vitus spielte sie eine Primarlehrerin. Von 2006 bis 2007 moderierte Kunz die Renovierungssendung Tapetenwechsel – Das grosse Zügeln auf SF zwei. Daneben wirkte sie zeitweise im Rateteam von Genial daneben (ebenfalls auf SF zwei) mit. Vom 1. September 2008 bis am 30. Dezember 2019 moderierte sie auf SF 1 bzw. SRF 1 die Quizshow 1 gegen 100, die wöchentlich am Montagabend ausgestrahlt wird. Am 18. November 2017 war sie neben Lolita Morena und Melanie Oesch Kandidatin in der Quizshow Spiel für dein Land. Ab dem 8. September 2018 trat sie ausserdem in der Quizshow Ich weiß alles! zusammen mit Günther Jauch und Armin Assinger als «Quiz-Giganten» auf, die es zu schlagen gilt.
Parallel zu ihrer Tätigkeit beim Fernsehen moderierte sie auch beim Jugendradiosender DRS Virus. Als Kabarettistin erarbeitete sie bislang zwei Soloprogramme, Schlagzeugsolo (2009) und Elsbeth – Eine Tischbombe reitet aus (2012). In der Castingshow Die grössten Schweizer Talente auf SRF 1 sass sie 2016 in der vierten Staffel als Jurymitglied. In der Sitcom Unsere kleine Botschaft spielt sie die Hauptrolle der Botschafterin. Die Serie soll im Herbst 2025 ausgestrahlt werden.
Susanne Kunz hat mit ihrem Ehemann einen Sohn und eine Tochter. 2024 gab sie bekannt, dass man seit mehreren Jahren getrennt lebt und man sich im laufenden Jahr scheiden lassen wird.

## Filmografie
- 2003: Meier Marilyn (Fernsehfilm)
- 2004: Verflixt verliebt
- 2006: Vitus
- 2012: Liebe und andere Unfälle (Fernsehfilm)
- 2019: Der Bestatter (Fernsehserie, Folge Blutsbande)
- 2026: Ewigi Liebi